# 蘇丹航空139號班機空難
蘇丹航空139號班機空難是蘇丹航空一班的來回蘇丹港至喀土穆定期航班，2003年7月8日，一架波音737-200C客機起飛約15分鐘後，發動機功率下降，導致飛行員試圖返回出發地機場緊急迫降，之後飛行員錯過機場跑道，飛機墜毀於蘇丹港，機上有117名乘客遇難。

## 乘客
機上有117名乘客遇難，大多是蘇丹人，另外有三個印度人，一個英國人，一個中國人，一個阿拉伯聯合大公國人和埃塞俄比亞人。